# Michel Vaillant

Michel Vaillant

Michel Vaillant este titlul unei serii de benzi desenate belgiene create în 1957 de către desenatorul francez Jean Graton și publicată inițial de către Le Lombard. Mai târziu, Graton a publicat el însuși mai multe albume după ce a fondat editura Graton în 1982.
Michel Vaillant este personajul principal al seriei omonime, un pilot francez de curse auto care concurează în principal în Formula Unu și Cursa de 24 de ore de la Le Mans. 